# Лейсен, Йохан
Йохан Лейсен (нидерл. Johan Leysen, 19 февраля 1950, Хасселт — 30 марта 2023, Гент, Фламандский регион) — бельгийский актёр и певец.

## Биография
Родился 19 февраля 1950 года в  Хасселте, начал свою карьеру как актёр в бельгийских и голландских театрах. Снялся в нескольких фильмах; познакомился с Жан-Люком Годаром в 1983 году, который выбрал его учителем в своем фильме «Радуйся, Мария».
С 1977 года  снялся более чем в 130 фильмах и телешоу. Дебютировал на экране в бельгийской драме «Рубенс» (Rubens, schilder en Diplomat, 1977), сыграв знаменитого фламандского художника Питера Пауля Рубенса. Он снялся в фильме «Де Гренс», который был показан в программе «Особый взгляд» на Каннском кинофестивале 1984 года.
В 1998 году  получил «Золотого тельца» за лучшую мужскую роль за роль в фильме «Felice…Felice…».
В фильме 2010 года «Американец»  появился в роли Павла, таинственного куратора Джека, персонажа-убийцы, которого играет Джордж Клуни.
Йохан Лейсен учился в театральной школе Studio Herman Teirlinck, и множество ролей сыграл также в театральных постановках.
Умер 30 марта 2023 года в возрасте 73 лет.